# Cơm cháy đen
Cơm cháy đen (danh pháp khoa học: Sambucus nigra ) là một loài Thực vật có hoa thuộc chi Cơm cháy (Sambucus), họ Ngũ phúc hoa. Nó phát triển tự nhiên ở khắp Âu Châu., ở nhiều điều kiện khác nhau, cả ở khu vực đất ẩm và khô, tốt nhất ở vị trí có nhiều nắng. Cây Cơm cháy là bụi cây phổ thông nhất ở Trung Âu. Nó được dùng để trị bệnh, làm thuốc nhuộm và thực phẩm.

## Tên gọi
Trong danh pháp hai phần của loài, từ -nigra có nghĩa là màu đen, ám chỉ trái cây khi chín có màu đen. Trong tiếng Anh nó thường được gọi elder, elderberry, black elder, European elder, European elderberry và European black elderberry.. Trong tiếng Đức, tên chính thức là Schwarze Holunder, ở vùng tây nam Đức và Thụy Sĩ cũng được gọi là Holder(busch), ở Bayern hay Áo Holler, ở Bắc Đức thường cũng được gọi là Fliederbeerbusch.